# Ptolemajev zemljevid sveta
Ptolemajev zemljevid sveta je zemljevid sveta, ki so ga poznale grško-rimske družbe v 2. stoletju. Temelji na opisu v Ptolemajevi knjigi Geografija (starogrško Γεωγραφικὴ Ὑφήγησις, latinizirano: Geōgraphikḕ Hyphḗgēsis, dob. 'Geografski vodič'), napisani okoli leta 150. Na podlagi napisa v več najzgodnejših ohranjenih rokopisih se tradicionalno pripisuje Agatodaemonu iz Aleksandrije.
Pomembna značilnost Ptolemajevega zemljevida je prva uporaba vzdolžnih in širinskih črt ter določanje zemeljskih lokacij z opazovanjem neba. Geografija je bila prevedena iz grščine v arabščino v 9. stoletju in je imela vlogo v delu Al Hvarizmija, preden je padla v pozabo. Zamisel o globalnem koordinatnem sistemu pa je revolucionirala evropsko geografsko misel in navdihnila bolj matematično obravnavo kartografije.
Ptolemajevo delo je verjetno izvirno prihajalo z zemljevidi, vendar noben ni bil odkrit. Namesto tega so bizantinski menihi pod vodstvom Maksima Planuda kmalu po letu 1295 iz Ptolemajevih koordinat rekonstruirali sedanjo obliko zemljevida. Verjetno ni bila tista iz izvirnega besedila, saj uporablja manj priljubljeno od dveh alternativnih projekcij, ki ju je ponudil Ptolemaj.

## Celine
Celine so podane kot Evropa, Azija in Libija (Afrika). Svetovni ocean je viden le proti zahodu. Na zemljevidu ločimo dve veliki zaprti morji: Sredozemsko in Indijsko (Indicum Pelagus). Zaradi Marinovega in Ptolemajevega napačnega merjenja obsega zemlje se prvi razteza preveč daleč v smislu ločnih stopinj; zaradi zanašanja na Hiparha pomotoma omejujejo slednjega z vzhodno in južno obalo neznanih dežel, zaradi česar na zemljevidu ni mogoče identificirati zahodne obale Svetovnega oceana.
Indijo povezujeta reki Ind in Ganges, vendar je njen polotok precej skrajšan. Namesto tega se Šrilanka (Taprobana) močno poveča. Malajski polotok je naveden kot Zlati Hersonez namesto prejšnjega 'zlatega otok'", ki izhaja iz indijskih poročil o rudnikih na Sumatri. Onkraj Zlatega Hersoneza Veliki zaliv (Magnus Sinus) tvori kombinacijo Tajskega zaliva in Južnokitajskega morja, ki ga omejujejo neznane dežele, za katere se domneva, da obdajajo Indijsko morje. Kitajska je razdeljena na dve kraljestvi - Čin (Sinae) in deželo svile (Serica) - zaradi različnih poročil, prejetih s kopenske in pomorske svilne poti.
Geografija in iz nje izpeljana karta sta verjetno imela pomembno vlogo pri širjenju Rimskega cesarstva na vzhod. Trgovina po celotnem Indijskem oceanu je bila obsežna od 2. stoletja in v Indiji je bilo ugotovljenih veliko rimskih trgovskih pristanišč. Iz teh pristanišč so rimska veleposlaništva na Kitajsko zabeležena v kitajskih zgodovinskih virih okoli leta 166.
Danski zgodovinar Gudmund Schütte je poskušal rekonstruirati danski del Ptolemajevega zemljevida sveta. Vključuje več krajevnih in plemenskih imen, od katerih je nekaterim Schütte dodelil sodobno ustreznico. Najvidnejša značilnost zemljevida je polotok Jutlandija, ki je severno od reke Albis (Trêva), zahodno od saškega Nesôi (arhipelag), vzhodno od Skandiai Nêsoi, ki sam leži zahodno od večjega otoka Skandia. Skandia je dom Gotov v središču in Firaisojev na vzhodu.
Severno od Jutlandije leži tretji arhipelag Alokiai Nêsoi. Južno od reke Albis (Laba) živijo Langobardi, severno pa Sasi. Zahodna obala Jutlandije je dom Sigulônes, Sabaliggio, Kobandoi, Eundusioi in najsevernejši Kimbroi (verjetno Cimbri). Na severu in vzhodu živijo Kimbrikê (mogoče Kimbri), Hersonêsos in Charudes.